# 後藤正規
後藤正規（ごとう まさき、1970年10月19日 - ）静岡県出身の元プロバスケットボール選手で現在は浜松開誠館高等学校の監督である。静岡県興誠高校、日本体育大学、筑波大学大学院修了。ポジションはシューティングガード。

## 来歴
小学校時代にバスケットボールを始め、興誠高時代、予選会で1試合50点以上を上げるなど、シューターとして活躍。
日本体育大学進学後も、1試合平均30点と言われる程のシュートで印象を残した。
卒業後の1993年、三菱電機入社。1年目からスタメンの座を物にする。
1994年には広島アジア大会の日本代表に選ばれ銅メダルを獲得。
1996年にNKKへ移籍するが、廃部となったため、1998年にはアイシン精機に移籍。プロ契約を交わし、入れ替え戦の常連だったチームをタイトルに絡むチームへと変貌させた。
2003年、元女子日本代表の竹内高美と結婚。
2005年、現役引退。筑波大学大学院に進学。
2007年度から東海大学のアシスタントコーチとなる。
2009年、日本代表アシスタントコーチに就任。
ノンフィクション作品『ファイブ』の主要人物の一人である。

## 経歴
- 雄踏町立雄踏小学校 ‐ 雄踏町立雄踏中学校‐ 興誠高等学校 - 日本体育大学 - 三菱電機（1993年 - 1996年）- NKK（1996年 - 1998年）- アイシン精機（1998年 - 2005年）

## 個人タイトル・表彰
- JBL MVP - 2回(2002年、2003年)
- JBL ベスト5 - 6回(1995年、2000年、2001年、2002-2003年、2003-2004年、2004年-2005年)
- JBL フリースロー - 2回(1993年、2004年)